# Biharkeresztes
Biharkeresztes là một thành phố thuộc hạt Hajdú-Bihar, Hungary. Thành phố này có diện tích 49,26 km², dân số năm 2010 là 3870 người, mật độ 79 người/km².